# Хавайски острови
Хавайските острови, известни в миналото като Сандвичеви острови, сформират архипелаг от 24 острова и атолa в Тихия океан, разпределени в две групи: югоизточни (подветрени) – 14, и северозападни (наветрени) – 10. Островите отстоят на 3000 km от най-близкия континент, което ги прави най-изолирания архипелаг на земята. Общата им площ възлиза на 28 311 km², а населението е 1 360 301 души (2010).
Политически Хавайските острови формират 50-ия щат на САЩ Хаваи, с изключение на атола Мидуей, който е включен в територията на страната, наречена Малки далечни острови.
Хавайските острови са с важно транспортно-географско значение. Островите са разположени на дължина около 3800 km от северозапад на югоизток. Главният остров е Хаваи, дал името на архипелага. Тук се издига конусът на вулкана Мауна Кеа (Бяла планина), чийто връх е най-високата точка на островите (4205 m н.в).
Архипелагът се състои от 24 вулканични и коралови острова. Най-големите от тях са обитаеми, като местното население отглежда ананаси, захарна тръстика, кафе и други. Хавайските острови са едни от най-посещаваните туристически места на Земята.
Другото име, с което е известна островната група, е Сандвичеви острови, наречени така от открилия ги на 18 януари 1778 г. английски мореплавател Джеймс Кук в чест на лорд Сандвич, командващ Британското адмиралтейство. На 14 февруари 1779 г. на остров Хавай между моряците от третата експедиция на Кук и туземците възниква стълкновение, при което Джеймс Кук е убит.

## Списък на островите, атолите и рифовите в Хавайските острови
| Название на остров, атол и риф (алтернативно название), (английско изписване), брой острови, числящи се към него | Площ km2 | Население (2000 г.) | Координати                                                      | Откривател (дата и година на откриване) |
| --- | -------- | ------------------- | --------------------------------------------------------------- | --------------------------------------- |
| остров Кауаи (Kaua'i, Kauai), 1 остров                                                                           | 1430,4   | 58 303              | 22°05′ с. ш. 159°30′ з. д. / 22.083333° с. ш. 159.5° з. д.      | Джеймс Кук (18 януари 1778)             |
| остров Каула (Ka'ula, Kaula)                                                                                     | 0,6      | необитаем           | 21°39′ с. ш. 160°32′ з. д. / 21.65° с. ш. 160.533333° з. д.     | Джеймс Кук (28 януари 1778)             |
| остров Кахоолаве (Kahoolawe, Kaho'olawe), 2 острова                                                              | 115,5    | необитаем           | 20°33′ с. ш. 156°36′ з. д. / 20.55° с. ш. 156.6° з. д.          | Чарлз Кларк (февруари 1779)             |
| остров Ланаи (Lana'i, Lanai), 5 острова                                                                          | 364      | 3193                | 20°50′ с. ш. 156°56′ з. д. / 20.833333° с. ш. 156.933333° з. д. | Чарлз Кларк (25 февруари 1779)          |
| остров Лехуа (Lehua)                                                                                             | 1        | необитаем           | 22°01′ с. ш. 160°06′ з. д. / 22.016667° с. ш. 160.1° з. д.      | Джеймс Кук (19 януари 1778)             |
| остров Мауи (Maui), 12 острова                                                                                   | 1883,5   | 117 644             | 20°48′ с. ш. 156°20′ з. д. / 20.8° с. ш. 156.333333° з. д.      | Джеймс Кук (26 ноември 1778)            |
| остров Молокаи (Moloka'i, Molokai), 8 острова                                                                    | 673,4    | 7404                | 21°08′ с. ш. 157°02′ з. д. / 21.133333° с. ш. 157.033333° з. д. | Чарлз Кларк (февруари 1779)             |
| остров Молокини (Molokini)                                                                                       | 0,1      | необитаем           | 20°38′ с. ш. 156°30′ з. д. / 20.633333° с. ш. 156.5° з. д.      | Чарлз Кларк (февруари 1779)             |
| остров Ниихау (Niihau)                                                                                           | 179.9    | 160                 | 21°54′ с. ш. 160°10′ з. д. / 21.9° с. ш. 160.166667° з. д.      | Джеймс Кук (19 януари 1778)             |
| остров Оаху (O'ahu, Oahu), 22 острова                                                                            | 1545,3   | 876 151             | 21°26′ с. ш. 157°59′ з. д. / 21.433333° с. ш. 157.983333° з. д. | Джеймс Кук (18 януари 1778)             |
| остров Хавай (Биг айлънд) (Hawai'i, Big Island), 4 острова                                                       | 10 432,5 | 148 677             | 19°34′ с. ш. 155°30′ з. д. / 19.566667° с. ш. 155.5° з. д.      | Джеймс Кук (2 декември 1778)            |

Северозападни (подветрени) острови
| Название на остров, атол и риф (алтернативно название), (английско изписване), брой острови, числящи се към него | Площ km2 | Население (2000 г.) | Координати                                                      | Откривател (дата и година на откриване)     |
| --- | -------- | ------------------- | --------------------------------------------------------------- | ------------------------------------------- |
| остров Гарднър (Пухахону) (Gardner Pinnacle, Puhãhonu)                                                           | 0,02     | необитаем           | 25°01′ с. ш. 167°59′ з. д. / 25.016667° с. ш. 167.983333° з. д. | Джон Алън (2 юни 1820)                      |
| атол Куре (Мокупапапа) (Kure Atoll, Mokupapapa), 2 острова                                                       | 0,86     | необитаем           | 28°25′ с. ш. 178°20′ з. д. / 28.416667° с. ш. 178.333333° з. д. | Михаил Николаевич Станюкович (януари 1828)  |
| остров Лейсан (Кауо) (Laysan Island, Kauõ)                                                                       | 4,1      | необитаем           | 25°46′ с. ш. 171°44′ з. д. / 25.766667° с. ш. 171.733333° з. д. | Михаил Николаевич Станюкович (12 март 1828) |
| остров Лисянски (Папаапохо) (Lisianski Island, Papa'ãpoho)                                                       | 1,6      | необитаем           | 26°04′ с. ш. 173°58′ з. д. / 26.066667° с. ш. 173.966667° з. д. | Юрий Лисянски (15 октомври 1805)            |
| риф Маро (Налукакала) (Maro Reef, Nalukäkala)                                                                    | 1,9      | необитаем           | 25°25′ с. ш. 170°35′ з. д. / 25.416667° с. ш. 170.583333° з. д. | Джон Алън (2 юни 1820)                      |
| атол Мидуей (Пихеману) (Midway Atoll, Pihemanu), 3 острова                                                       | 6,23     | 40                  | 28°14′ с. ш. 177°22′ з. д. / 28.233333° с. ш. 177.366667° з. д. | капитан Дж. Брукс (5 юли 1859)              |
| остров Некер (Мокуманамана) (Necker Island, Mokumanamana)                                                        | 0,2      | необитаем           | 23°34′ с. ш. 164°42′ з. д. / 23.566667° с. ш. 164.7° з. д.      | Жан-Франсоа Лаперуз (4 ноември 1786)        |
| остров Нихоа (Моку Ману) (Nihoa, Moku Manu)                                                                      | 0,7      | необитаем           | 23°03′ с. ш. 161°55′ з. д. / 23.05° с. ш. 161.916667° з. д.     | Уилям Дъглас (21 март 1789)                 |
| атол Пърл енд Хермес (Холоикауауа) (Pearl and Hermes Atoll, Holoikauaua), 8 острова                              | 0,36     | необитаем           | 27°46′ с. ш. 175°51′ з. д. / 27.766667° с. ш. 175.85° з. д.     | капитани Кларк и Тейлър (26 април 1822)     |
| рифове Френч Фригат (Канемилохаи) (French Frigate Skoals, Kãnemiloha'i), 13 острова                              | 0,3      | необитаем           | 23°46′ с. ш. 166°11′ з. д. / 23.766667° с. ш. 166.183333° з. д. | Жан-Франсоа Лаперуз (6 ноември 1786)        |